# HMS Vanguard (1909)
O HMS Vanguard foi um couraçado operado pela Marinha Real Britânica e a terceira e última embarcação da Classe St Vincent, depois do HMS St Vincent e HMS Collingwood. Sua construção começou em abril de 1908 nos estaleiros da Vickers e foi lançado ao mar em fevereiro de 1909, sendo comissionado em março do ano seguinte. Era armado com uma bateria principal de dez canhões de 305 milímetros montados em cinco torres de artilharia duplas, tinha um deslocamento de mais de 23 mil toneladas e conseguia alcançar uma velocidade máxima de 21 nós.
O Vanguard teve um início de carreira tranquilo e passou seus primeiros anos na Frota Doméstica. Com o início da Primeira Guerra Mundial em 1914 passou a integrar a Grande Frota, porém pouco fez durante todo o conflito e passou a maior parte de seu tempo realizando patrulhas de rotina e treinamentos no Mar do Norte. Sua única ação ocorreu na virada de maio para junho de 1916 na Batalha da Jutlândia. Ele afundou em 9 de julho de 1917 em Scapa Flow depois de explosões em um de seus depósitos de munição, com seus destroços sendo parcialmente desmontados.